# Candiota
Candiota är en kommun i Brasilien.   Den ligger i delstaten Rio Grande do Sul, i den södra delen av landet, 1 800 km söder om huvudstaden Brasília. Antalet invånare är 8 776.
Trakten runt Candiota består i huvudsak av gräsmarker. Runt Candiota är det mycket glesbefolkat, med 3 invånare per kvadratkilometer.